# Südwesttangente
La Südwesttangente (en français tangente sud-ouest) est une voie rapide à quatre voies reliant la zone portuaire de Nuremberg et l'ouest de Fürth.

## Géographie
Elle commence aux limites de la ville de Nuremberg au carrefour de la Münchener Straße et se termine au carrefour de Fürth-Ouest au sud de Burgfarrnbach, où elle se confond avec la Bundesstraße 8. À l'échangeur de Nuremberg-Hafen, elle traverse la Frankenschnellweg, qui y passe comme la Kreisstraße N 4. Elle doit son nom à sa situation géographique dans l'agglomération de Nuremberg, qu'elle traverse du sud à l'ouest. Entre l'échangeur est du port de Nuremberg et la première partie de l'échangeur de Fürth-Ouest, elle est parallèle au canal Rhin-Main-Danube. Jusqu'en 1994, le tronçon qui s'étendait le long du canal et s'appelle aujourd'hui Hafenstraße jusqu'au pont de Wurtzbourg s'appelait également Südwesttangente.
Dans l'usage courant, cependant, la tangente sud-ouest s'étend encore plus loin, de l'échangeur autoroutier de Nuremberg/Feucht (Bundesautobahn 9) jusqu'au rond-point de Neustadt an der Aisch et aurait fait partie d'une Bundesautobahn 752 jamais réalisée entre l'échangeur autoroutier de Nuremberg/Feucht et Diespeck.
Entre l'échangeur autoroutier de Nuremberg/Feucht et l'échangeur est du port de Nuremberg, la route est désignée comme la Bundesautobahn 73 et depuis la sortie de Fürth-Ouest comme la B 8. Le tronçon intermédiaire est une route municipale et est utilisé en interne par le Land de Bavière sous le nom de G 108 et G 109. Depuis juillet 2015, le tronçon de 13,5 kilomètres entre Fürth-Ouest et Langenzenn-Nord est soumis à des péages pour les camions d'un poids total supérieur à 12 t.